# Plaza de Riego
La plaza de Riego es un espacio público de la ciudad española de Oviedo.

## Descripción

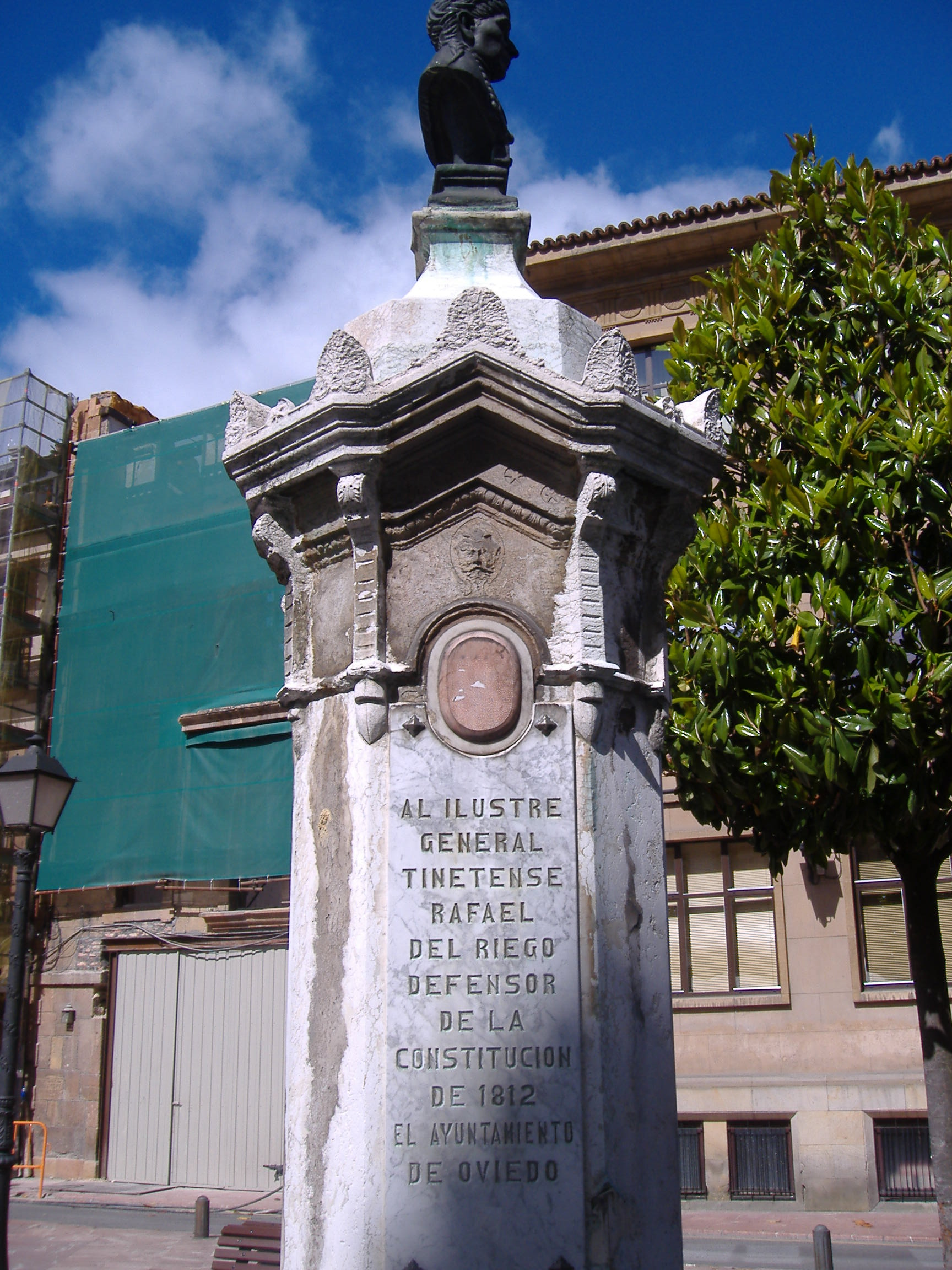
El monumento dedicado al general Rafael del Riego, militar que da nombre a la plaza

La plaza está encerrada entre las calles del Peso, Altamirano y Pozos. Tras ostentar varios títulos, se conoció durante años como «plazuela de Cueto» en honor a José Gabriel Fernández Cueto (n. 1744), regidor perpetuo de la ciudad, pero en el siglo XIX se sustituyó este por el actual, que honra a Rafael del Riego y Flórez (1784-1823), militar y político liberal asturiano que encabezó el pronunciamiento de 1820. Hay en la plaza un monumento dedicado a él. Aparece descrita en El libro de Oviedo (1887) de Fermín Canella y Secades con las siguientes palabras:

Riego.—A últimos del siglo XVI llevaba el nombre de plazuela de las Escuelas por estar próxima á la Universidad. Después en diferentes ocasiones se llamó plazuela de la Picota y de los Pozos por su comunicación con aquellas antiguas calles; pero en el siglo pasado se llamó plazuela de Cueto, después que en 1730 se construyó la casa de esta distinguida familia. Habitaba allí entonces el Regidor perpetuo D. José G. Fernández Cueto, celosísimo en la administración y en muchas reformas municipales, que á su costa también hizo construir en el centro de la misma plazuela la fuente de piedra conocida por el nombre de Caño-Cueto, antes de expropiarse un hórreo que allí estaba en 1803. En otras ocasiones, para la reedificación de las Consistoriales y para importantes obras en calzadas y paseos públicos, hizo cuantiosos adelantos el diligente Regidor, que bien mereció por su patriotismo que llevara su nombre la indicada plazuela. Mas, otra cosa se dispuso en el segundo periodo constitucional en memoria del infortunado y noble general Riego.—Ent.: Peso.—Conc.: Universidad.
(Canella y Secades, 1887, pp. 103-104)